# Biłgoraj (gromada 1954–1956)
Biłgoraj (od 29 II 1956 Podlesie) – dawna gromada, czyli najmniejsza jednostka podziału terytorialnego Polskiej Rzeczypospolitej Ludowej w latach 1954–1972.
Gromady, z gromadzkimi radami narodowymi (GRN) jako organami władzy najniższego stopnia na wsi, funkcjonowały od reformy reorganizującej administrację wiejską przeprowadzonej jesienią 1954 do momentu ich zniesienia z dniem 1 stycznia 1973, tym samym wypierając organizację gminną w latach 1954–1972.
Gromadę Biłgoraj z siedzibą GRN w mieście Biłgoraju (nie wchodzącym w jej skład) utworzono – jako jedną z 8759 gromad na obszarze Polski – w powiecie biłgorajskim w woj. lubelskim na mocy uchwały nr 5 WRN w Lublinie z dnia 5 października 1954. W skład jednostki wszedł obszar dotychczasowej gromady Korczów oraz część miejscowości Podlesie Wieś (o Nr Nr hip. od 5 do 27 włącznie) z dotychczasowej gromady Puszcza Solska ze zniesionej gminy Puszcza Solska a także miejscowości Dereźnia Majdańska wieś i Dereźnia Solska wieś z dotychczasowej gromady Dereźnia zniesionej gminy Sól w tymże powiecie. Dla gromady ustalono 24 członków gromadzkiej rady narodowej.
Gromadę zniesiono 29 lutego 1956 w związku z przeniesieniem siedziby GRN z Biłgoraja do Podlesia i zmianą nazwy jednostki na gromada Podlesie.
Uwaga: Gromada Biłgoraj (o innym składzie) istniała w powiecie biłgorajskim także w latach 1960–72.